# Bobgunnia fistuloides
Bobgunnia fistuloides là một loài thực vật có hoa trong họ Đậu. Loài này được (Harms) J.H.Kirkbr. & Wiersema miêu tả khoa học đầu tiên.